# Керзя
Керзя — река в России, протекает в Кировской области. Левый приток реки Лобань.

## Описание
Длина реки 75 км, площадь водосборного бассейна 498 км². Исток в Унинском районе на Красногорской возвышенности, в 3-3,5 км к северо-востоку от скопления деревень Барашки/Выселки/Тоскуи. Течёт в основном на юг, протекает через упомянутые деревни. В низовьях входит в Немский район и поворачивает на юго-запад. Впадает в Лобань по левому берегу в 3 км восточнее (ниже) посёлка Осиновка.
Имеются пруды возле деревень в верховьях. В нижней половине течение проходит по лесному массиву, русло крайне извилистое.
В бассейне также расположены село Порез, деревни Комарово, Чуваши.
В верховьях реку пересекает автодорога Богородское — Порез — Уни.
Основные притоки
- 4,2 км лв: Селитра (дл. 31 км)
- ?? км пр: Шушора
- ?? км пр: Песнигер
- 42 км пр: Кювер (дл. 12 км)
- ?? км пр: Вьюнок
- ?? км лв: Берёзовка

## Данные водного реестра
По данным государственного водного реестра России относится к Камскому бассейновому округу, водохозяйственный участок реки — Вятка от водомерного поста посёлка городского типа Аркуль до города Вятские Поляны, речной подбассейн реки — Вятка. Речной бассейн реки — Кама.
Код объекта в государственном водном реестре — 10010300512111100039801.